# Уадан
Уадан або Вадан (араб. وادان) — давнє укріплене поселення (ксар), а також невелике сучасне місто в мавританській області Адрар. Разом з ксарами Тішит, Шинґетті, Уалата є пам'ятником Світової спадщини ЮНЕСКО.
Місто було засноване берберським плем'ям в 1147 році біля підніжжя плато Адрар, з часом став важливим торговим центром.
У 1487 році в місті був заснований португальський торговий пост. З XVII століття місто приходить в занепад. Руїни старого міста залишаються недоторканими, сучасне поселення знаходиться за його межею.
За 20 км на північний схід від міста знаходиться структура Ришат — примітне геологічне утворення посеред пустелі.